# 井澤吉幸
井澤 吉幸（いざわ よしゆき、1948年2月10日 - ）は、日本の経営者。ゆうちょ銀行社長を務めた。東京都出身。

## 経歴・人物
1970年に東京大学工学部を卒業し、同年に三井物産に入社した。2000年に取締役に就任し、2008年に副社長を経て、2009年12月にゆうちょ銀行社長に就任し、2015年3月までに務めた。2015年5月にはブラックロック・ジャパン会長に就任。